# Eleccions municipals de 2019 a Valls
Les eleccions municipals de 2019 a Valls van ser unes eleccions locals que es van celebrar el diumenge 26 de maig de 2019 a Valls, a l'Alt Camp, com a part de les eleccions municipals espanyoles. Es van triar els 21 regidors de l'Ajuntament de Valls.

## Sistema electoral
Les eleccions als ajuntaments de l'Estat espanyol estan fixades per celebrar-se el quart diumenge de maig cada quatre anys. El sistema electoral fa servir la regla D'Hondt amb representació proporcional, llistes tancades i una barrera electoral del 5% dels vots vàlids, que inclou els vots en blanc. La votació per a l'assemblea local es basa en el sufragi universal.
En les eleccions municipals, la circumscripció electoral és en l'àmbit municipal i el nombre d'escons (o sigui, regidors) a triar del municipi es determina en funció del nombre d'habitants censats en aquest municipi. En el cas de Valls, en tenir 17.201 persones censades, l'hi correspon 21 regidors.

## Candidatures
El 30 d'abril del mateix any, la Junta Electoral de Zona de Valls va proclamar les set candidatures del municipi de Valls en el Butlletí Oficial de la Província de Tarragona.
| Partit polític | Partit polític                                                                          | Cap de llista                 | Llista de candidats |
| -------------- | --------------------------------------------------------------------------------------- | ----------------------------- | --- |
|                | Junts per Valls                                                                         | Dolors Farré Cuadras          | Llista 1. Dolors Farré Cuadras 2. Xavier Salat Brunel 3. Marc Ayala Vallvey 4. Sonia Roca Domingo 5. Laia Castells Aritzeta 6. Rosa M. Rovira Vendrell 7. Martí Barberà Montserrat 8. Enric Garcia Carmona 9. Bàrbara Flores Vera 10. Manel Odina Roig 11. Aïda Sanchez Martinez 12. Sergi Martinez Caro 13. Assumpció Roig Bigorra 14. M. Neus Pluvinet Sola 15. Ramon Giro Batalla 16. M. Mercè Avellà Guasch 17. Marc Roselló Piñera 18. Rocío Martínez Cañete 19. Raquel Cantos Bermúdez 20. Joan Carles Solé Estil·les 21. Albert Batet Canadell Suplents: Mireia Recasens Gibert, Marc López Ventura, Francesc Gadea Sanchís, Meritxell Torné Solé, M. Carme Ferrando Marco, Pere Vegas Casabona, Josefa Tomàs Mateu, Francesca Trenchs Basora, Josep M. Manresa Ferrater, Carme Mansilla Cabré |
|                | Esquerra Republicana de Catalunya- Compromís per Valls-Acord Municipal (ERC - CxV - AM) | Jordi Cartanyà Benet          | Llista 1. Jordi Cartanyà Benet 2. Núria Gavarró Rodríguez 3. Òscar Peris Rodenas 4. Ramon Font Herrera (L'Andorrà) (CxV) 5. Maria Teresa Rull Ferré 6. Andreu Garcia Jané 7. Letícia Vidal González 8. Ana Maria Mateu Crespo (CxV) 9. Francesc Blasco Cusidó 10. Dèbora Fernàndez Gonzàlez 11. Francesc Anguela Bonet 12. Susanna Expósito Castro 13. Jose Luis Garcia Parra (CxV) 14. Laura Martínez Jaumejoan 15. Josep Maria Roset Rubió 16. Angelina Marin Galvan (CxV) 17. Josep Ramos Ferré (Jovent Republicà) 18. Tània Guasch Gascón 19. David Prats Jiménez (CxV) 20. Magda Jové Guasch 21. Joan Canela Coll (Independent) Suplents: Teresa Reverté Calull (Independent), Pau Tondo Bravo, Núria Molné Vallvé (CxV), Nil Magrinyà Roca (CxV), Ana Maria Mir Bove (CxV), Joan Maria Viñas Molina, Gladys Ester Leiva Muñoz (Independent), Jose Luis Iglesias Cabrera (Txovi) (CxV), Maria Concepció Iglesias Moncunill (CIÓ), Jordi Castells Guasch |
|                | Partit dels Socialistes de Catalunya-Candidatura de Progrés (PSC-CP)                    | Rosa Maria Ibarra i Ollé      | Llista 1. Rosa Maria Ibarra i Ollé 2. Juan.F Martínez Andrés 3. M.Assumpció Fernández Montcusí 4. Albert Soriano Royes 5. Josepa Roig Fortuny 6. Josep J. Marin Martinez 7. Antonio Pan Pérez 8. M.Aurora Romeo Fernandez Ramos 9. Alejandro Mantas Marzo 10. Maria Jose Martinez Carmona 11. Joaquin Juan Pérez Caparrós 12. Maria Rosa Flavia Folch 13. Cristian Recasens Palau 14. M.Auxiliadora Ortega Pérez 15. Jesus Andión Garcia 16. Judit Gistau Vallverdú 17. Demetrio López Fernández 18. M.Valle Carmona Ruiz 19. Josep Antoni Riola Soriano 20. Núria Cuadrat Amigó 21. Jordi Armengol Bertran |
|                | Candidatura d'Unitat Popular-Alternativa Municipalista (CUP-AMUNT)                      | Ester Huguet Roselló          | Llista 1. Ester Huguet Roselló 2. Francesc Xavier Anglès Pujolràs 3. Ana Merino Tarrida 4. Pere Vidal Domènech 5. Jessica Beltran Casacuberta 6. Juan Segura Moreno 7. Bibiana Odina Bastida 8. Mario Gonzalez Díaz 9. Montserrat Aumatell Arnau 10. Erik Lozano Aubareda 11. Lidia Montala Espinosa 12. Marck Anthony Alava Galarza 13. Laura Pérez Muñoz 14. Josep Martí Baiget 15. Elisenda Trilla Ferre 16. Joan Guasch Torné 17. Sònia Vaquer Basora 18. Marc de Bofarull Prats 19. Miriam Culleré Pie 20. Jofre Llagostera Guasch 21. Montserrat Capdevila Tondo Suplents: Francesc Martinell Urgell, Paloma Vicente Vives, Jordi Robert Caselles, Gerard Nogues Balsells, Lurdes Quintero Gallego, Jordi Escoda Cusido, Aida Garcia Secall, Antoni Ubeda Gaya |
|                | Ciutadans-Partido de la Ciudadanía (Cs)                                                 | Cristina Laiz Rodriguez       | Llista 1. Cristina Laiz Rodriguez 2. Maria Jose Ramirez Parejo 3. Juan Pedro Noguero Serrano 4. Maria Elena Monroy Romero 5. Jose Ortiz Rodriguez 6. Santiago Orden Jimenez 7. Presentacion Sanchez Gomez 8. Jose Antonio Garcia Bautista 9. Maria del Mar Parra Artero 10. Valentin Gonzalez Muñoz 11. Jorge Roig Fabregat 12. Vicente Mico Fernandez 13. Nisrine Sbai Cherkaoui 14. Cristina Garcia Prats 15. Jose Almansa Parra 16. Manuel Matias Barroso Fernandez 17. Jorge Paisano Flores 18. Montserrat Diaz Caballero 19. Maria Pilar Varela Rubio 20. Jesus Lopez Romero 21. Fernando Pecino Robles |
|                | Partit Popular (PP)                                                                     | Francesc Caballero Ristol     | Llista 1. Francesc Caballero Ristol 2. Juan Manuel Sanchez Ramirez 3. Sonia Fenoy Garcia (Ind.) 4. Felix Bello Lopez 5. Natalia Peña Montcusi 6. Isabel Saavedra Murillo 7. Salvador Luis Marias Gaspa 8. Rosa Mary Iglesias Matamoros 9. Antonio Sorroche Mañas 10. Encarnacion Mestres Velazquez 11. Rafael Perea Membrillera 12. Maria Angels Garcia Gonzalez (Ind.) 13. Felix Benjamin Moralejo Cuadrado 14. Maria Teresa Calvet Sans 15. Juan Carlos Bello Lopez (Ind.) 16. Gracia Carmen Albea Miranda 17. Pere Prat Jorda 18. Martina Isabel Bello Lopez (Ind.) 19. Francisco Caballero Torres 20. Maria Dolors Llusa Garriga (Ind.) 21. Isidro Ferre Sarra |
|                | Podemos-Podem (PODEMOS)                                                                 | Maria del Carmen Pujadas Ruiz | Llista 1. Maria del Carmen Pujadas Ruiz 2. David Martinez Mondejar 3. Debora Fernandez Cabilla 4. Nicolas Perez Lavid 5. Maria Carmen Cano Moreno 6. Antonio Fernandez Felices 7. Monica Garrofe Figuerola 8. Ramon Cano Moreno 9. Maria Jose Fernandez Gonzalez 10. Jesus Leon Seguro 11. Paula Parra Bailon 12. Francisco Sanchez Vidal 13. Gemma Pleguezuelo Pizarro 14. Jordi Queralt Ruiz 15. Vanessa Garcia Tomas 16. Sergio Cano Moreno 17. Lorena Mendes Gallego 18. Victor Miguel Calvet Fernandez 19. Maria Carmen Moreno Torregrosa 20. Jordi Parra Segura 21. David Parra Fernandez |

## Jornada electoral

### Constitució de les meses
En aquell moment, Valls tenia una població de 24.156 habitants, dels quals 17.201 persones van ser cridades a votar en alguna de les 32 meses que es van constituir al municipi.

### Participació
La participació en aquestes eleccions va ser de 64,7%, el qual cosa implica que un total de 11.121 ciutadans del municipi van decidir exercir el seu dret a vot. Comparant aquesta participació amb la mitjana catalana, Valls ha registrat una xifra pràcticament idèntica, situant-se en 0,2 punts percentuals per sota.
A continuació, es presenta una taula amb els percentatges de participació registrats a diferents hores del dia de les eleccions:
| Hores              | Valls         |
| ------------------ | ------------- |
| Participació (14h) | 38,3% ( 5,9%) |
| Participació (18h) | 51,3% ( 8,5%) |
| Participació (20h) | 64,7% ( 7,8%) |